# آرتور هانش
آرتور هانچ (آلمانی: Arthur Rudolf Hantzsch؛ ۷ مارس ۱۸۵۷ – ۱۴ مارس ۱۹۳۵) یک شیمی‌دان اهل آلمان بود. سنتز پیرول هانش و سنتز پیریدین هانش در شیمی آلی به افتخار این شیمیدان نامگذاری شده است.